# Dietger Pforte
Dietger Pforte (* 22. Januar 1940 in Prag) ist ein deutscher Literaturwissenschaftler. Er war von 1994 bis 2009 Professor für Neuere deutsche Literatur an der Freien Universität in Berlin.

## Leben
Pforte studierte Germanistik, Philosophie und Theaterwissenschaft an der Rheinischen Friedrich-Wilhelms-Universität Bonn, der Universität zu Köln und der Technischen Universität Berlin. Von 1965 bis 1969 war er Mitarbeiter des Literarischen Colloquiums Berlin und von 1969 bis 1971 Redakteur und Moderator im Dritten Fernsehprogramm der ARD (Sender Freies Berlin, Radio Bremen und Norddeutscher Rundfunk). 1974 promovierte er an der Technischen Universität Berlin bei Walter Höllerer zum Dr. phil. mit der Dissertation Von unten auf. Studie zur literarischen Bildungsarbeit der frühen deutschen Sozialdemokratie und zum Verhältnis von Literatur und Arbeiterklasse. Noch im gleichen Jahr wurde er, bis 1977, Wissenschaftlicher Assistent an der Pädagogischen Hochschule in Berlin. 1977 übernahm er bis 1996 die Leitung des Literaturreferats in der Berliner Senats-Kulturverwaltung. Ab 1994 bis 2009 war Pforte Honorarprofessor für Neuere deutsche Literatur an der Freien Universität Berlin.
Pforte war in zahlreichen Stiftungen und Kuratorien tätig. 1992 war er für ein Jahr Mitglied des Beirats der Zeitschrift Sinn und Form. Von 1994 bis 1996 war er Mitglied des Kuratoriums der Deutschen Akademie für Sprache und Dichtung in Darmstadt und anschließend von 1996 bis 2006 im Vorstand bzw. Geschäftsführer der Stiftung Kulturfonds. Von 2003 bis 2004 war Pforte Sprecher der Jury der Deutschen Schillerstiftung, seit 2005 als Mitglied des Vorstands und von  2006 bis 2011 als Vorstandsvorsitzender der Deutschen Schillerstiftung. Von 1995 bis 2016 war er Vorsitzender der Anna-Seghers-Stiftung sowie von 1997 bis 2016 Vorsitzender der Freien Volksbühne Berlin. 2011 wurde er Mitglied des Vorstands der Inge-Deutschkron-Stiftung in Berlin, von 2014  bis 2017 war er Mitglied des Vorstands der Christa Wolf Gesellschaft. Er ist seit Mitte der 1990er Jahre Mitglied des Kuratoriums des Literarischen Colloquiums Berlin.
Pforte ist außerdem Mitglied im PEN-Zentrum Deutschland, Ehrenmitglied der Internationalen Stefan-Heym-Gesellschaft in Chemnitz, der Johannes-Sassenbach-Gesellschaft in Berlin, Kulturkind – Förderkreis Kunst und Kultur für Kinder und Jugendliche in Berlin sowie der Freien Volksbühne Berlin. Er erhielt für seine Verdienste im Jahre 2010 die Rahel-Varnhagen-von-Ense-Medaille, einen Berliner Literaturpreis. Dietger Pforte ist Autor zahlreicher Veröffentlichungen und Herausgeber bzw. Mitherausgeber von unter anderen Heinrich Vogelers Das Neue Leben. Schriften zur proletarischen Revolution und Kunst und Reise durch Russland. Die Geburt des neuen Menschen, erschienen 1973 und 1974, sowie von Georg Weerth Blödsinn deutscher Zeitungen und anderes, das er 1970 herausgab. Den vollständigen Faksimiledruck Fontana Martina von Fritz Jordi und Heinrich Vogeler aus dem Jahre 1931/32 veröffentlichte Pforte 1974. 1985 erschien das von ihm herausgegebene Farbige, weithin sichtbare Signalzeichen. Der Briefwechsel zwischen Carl von Ossietzky und Kurt Tucholsky aus dem Jahr 1932.

## Veröffentlichungen (Auswahl)

### Autor
- Die literarische Situation West-Berlins in den 70er und 80er Jahren. MuK, Siegen 1988.
- Von unten auf. Studie zur literarischen Bildungsarbeit der frühen deutschen Sozialdemokratie und zum Verhältnis von Literatur und Arbeiterklasse. Dissertationsschrift. Anabas, Gießen 1979.

### Herausgeber
- Die besondere Bibliothek oder die Faszination von Büchersammlungen. Mit Antonius Jammers und Winfried Sühlo. Saur, München/Leipzig 2002, ISBN 978-3-598-11625-4.
- Freie Volksbühne Berlin 1890–1990. Beiträge zur Geschichte der Volksbühnenbewegung in Berlin. Argon, Berlin 1990, ISBN 3-87024-168-3.
- Jäh aus. Prosa. Literarisches Colloquium, Berlin 1987, ISBN 3-926178-04-3.
- 61° über dem Horizont. Literarisches Colloquium Berlin, 1986, ISBN 978-3-920392-98-1.
- Farbige, weithin sichtbare Signalzeichen. Der Briefwechsel zwischen Carl von Ossietzky und Kurt Tucholsky aus dem Jahr 1932. Akademie der Künste, Berlin 1985, ISBN 3-88331-942-2.
- Bericht zur Situation der Literatur in Berlin. Senator für Kulturelle Angelegenheiten, Berlin 1983.
- Zur Archäologie der Popularkultur. Mit Ludwig Fischer u. a., Techn. Universität Berlin, 1979, ISBN 978-3-7983-0694-3.
- Comics im ästhetischen Unterricht. Athenäum, Frankfurt 1974, ISBN 3-7610-0355-2.
- Ansichten einer künftigen Futurologie. Mit Olaf Schwencke. Hanser, München 1973, ISBN 978-3-446-11696-2.
- Die deutschsprachige Anthologie. Mit Joachim Bark. 2 Bände, Klostermann, Frankfurt 1969–1970.